# János Bihari

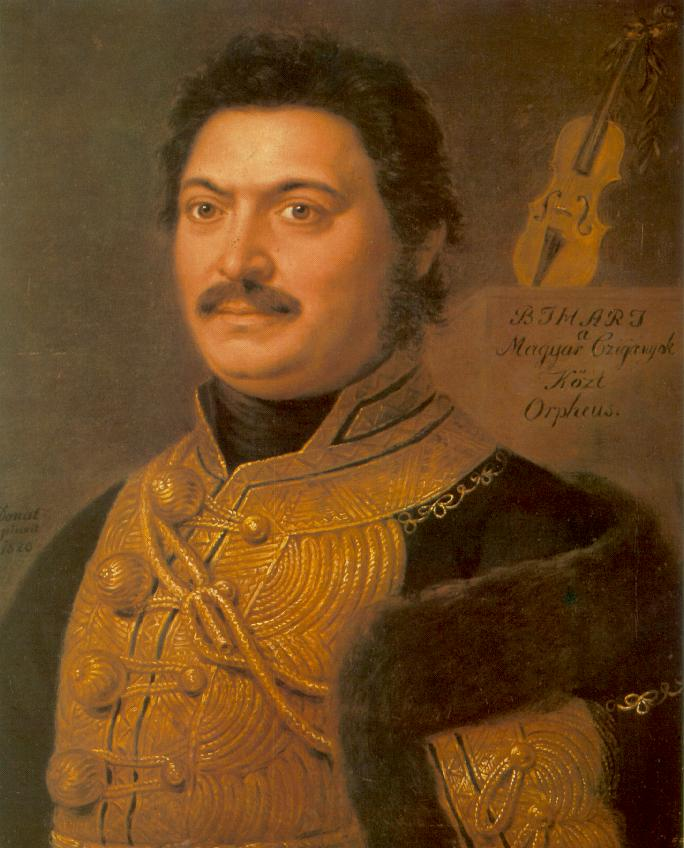
János Bihari 1820

János Bihari [ˈjaːnoʃ ˈbihɒri] (* 21. Oktober 1764 in Nagyabony, Königreich Ungarn; † 26. April 1827 in Pest) war ein ungarischer Komponist und Roma-Violinist.

## Leben
Da diese Epoche der ungarischen Musikgeschichte noch unzureichend erforscht ist, sind die Kenntnisse über sein Leben, und insbesondere seine Tätigkeit als Komponist, eher mangelhaft. Die von ihm komponierte Musik wurde nie eingehend untersucht. Bihari, der zur Minderheit der Roma gehörte, war ein bedeutender Vertreter der „Zigeunermusik“ und gilt als Begründer einer generationenlangen Geigerdynastie. Er erlernte das Violinspiel von frühester Kindheit an, in der Praxis mit seiner Zigeunermusiker-Familie. 1789 heiratete er die Tochter eines bekannten Zymbalspielers und wurde Geiger- und wenig später Primás in dessen Kapelle. 1801 oder 1802 zog er nach Pest und gründete eine eigene Kapelle, mit der er Ungarn und das Ausland bereiste. Sowohl Beethoven, der ihn mehrmals hörte, als auch Liszt, der Bihari persönlich spielen hörte, schätzten seine Werke. 1814 wurde er eingeladen, vor dem Wiener Kongress zu spielen; 1820 spielte auf einer Donauinsel vor Budapest mit seiner Kapelle vor Kaiser Franz II. Franz Liszt würdigte in dem unter seinem Namen erschienenen Buch Des Bohémiens et de leur musique en Hongrie (1859) die Kunst Biharis. Dass der bekannte Rákóczi-Marsch, den Liszt und Hector Berlioz (in La damnation de Faust) transkribierten, aus Biharis Feder stammt, ist inzwischen widerlegt. 
János Bihari, der Noten weder lesen noch schreiben konnte, komponierte zahlreiche Zigeunerweisen, hauptsächlich Verbunkos und Csárdás, deren Melodien er durch Musikerkollegen niederschreiben ließ. Von seinen Melodien sind 85 erhalten geblieben; sie beeinflussten zahlreiche romantische Komponisten des 19. Jahrhunderts und prägen bis heute das Bild ungarischer Nationalmusik.
Die erste Biografie über Bihari stammt von Gábor Mátray aus dem Jahr 1853. Die zweite wichtige Biografie schrieb Erwin Major im Jahr 1928.